# Delaware
Delaware (wymowa:/ˈdɛləwɛər/ⓘ) – stan na wschodnim wybrzeżu Stanów Zjednoczonych, w regionie Stanów Środkowoatlantyckich, na Nizinie Atlantyckiej, nad zatoką Delaware. Na zachodzie i południu graniczy ze stanem Maryland, na północy ze stanem Pensylwania, a na północnym wschodzie z New Jersey. Jeden z trzynastu stanów pierwotnych. Leży na obszarze Niziny Nadbrzeżnej i obok Florydy jest najniżej położonym stanem Stanów Zjednoczonych. Nazwa stanu pochodzi od Thomasa Westa, 3. barona De La Warr (1576- 1618), angielskiego arystokraty i pierwszego gubernatora kolonialnego stanu Wirginia.
Delaware znajduje się w północno-wschodniej części półwyspu Delmarva. Jest drugim od końca (po Rhode Island) co do wielkości, szóstym od końca pod względem zaludnienia i szóstym pod względem gęstości zaludnienia stanem Stanów Zjednoczonych. Delaware dzieli się na trzy hrabstwa: New Castle, Kent i Sussex. W hrabstwach Sussex i Kent największą rolę w gospodarce odgrywa rolnictwo, natomiast w New Castle – przemysł.
Przed przybyciem Europejczyków w XVI w. Delaware był zamieszkany przez plemiona Lenni Lenape (na północy) i Nanticoke (na południu). W 1631 r. przybyli tu pierwsi Europejczycy, którymi byli Holendrzy. Zamieszkiwali obszar położony w pobliżu dzisiejszego miasta Lewes, który został przyłączony do kolonii Zwaanendael.
Duża część ziem uprawnych leży poniżej 18 m n.p.m. Na południu tereny bardziej piaszczyste i mniej urodzajne.
Delaware był pierwszym stanem, który ratyfikował Konstytucję Stanów Zjednoczonych, stąd przydomek: First State. Jest bardzo popularnym stanem do rejestrowania spółek ze względu na rozwinięte prawodawstwo w zakresie ładu korporacyjnego i praw akcjonariuszy.

## Historia
- 1609 – na teren zajmowany dzisiaj przez stan dotarła ekspedycja Henry’ego Hudsona, angielskiego żeglarza i odkrywcy
- po 1638 – powstało pierwsze osiedle (zbudowane przez Szwedów) – Fort Christine (obecnie Wilmington)
- 1655 – kolonia przeszła na własność Holendrów z Nowego Amsterdamu (dziś Nowy Jork)
- 1664 – obszar Delaware został przyłączony do Prowincji Pensylwanii (kolonia stała się własnością Wielkiej Brytanii)
- 1703 – kolonia Delaware otrzymała ograniczoną autonomię
- 1776 – kolonia uzyskała niepodległość
- 1787 – na terenie Delaware został wprowadzony zakaz sprowadzania czarnoskórych niewolników
- 7 grudnia 1787 – zgromadzenie stanowe ratyfikowało Konstytucję Stanów Zjednoczonych (kolonia stała się pierwszym stanem Stanów Zjednoczonych)
- 1861–1865 – wojna secesyjna. Mimo że był to stan niewolniczy, Delaware walczył po stronie Unii
- 2021 – Joe Biden został wybrany pierwszym Prezydentem Stanów Zjednoczonych ze stanu Delaware

## Etymologia
Pochodzi od nazwiska Thomasa Westa, barona De La Warr, pierwszego gubernatora Kompanii Wirginijskiej. Początkowo nazwano tak rzekę, później nazwę nadano zamieszkującemu te tereny plemieniu Indian.

## Geografia

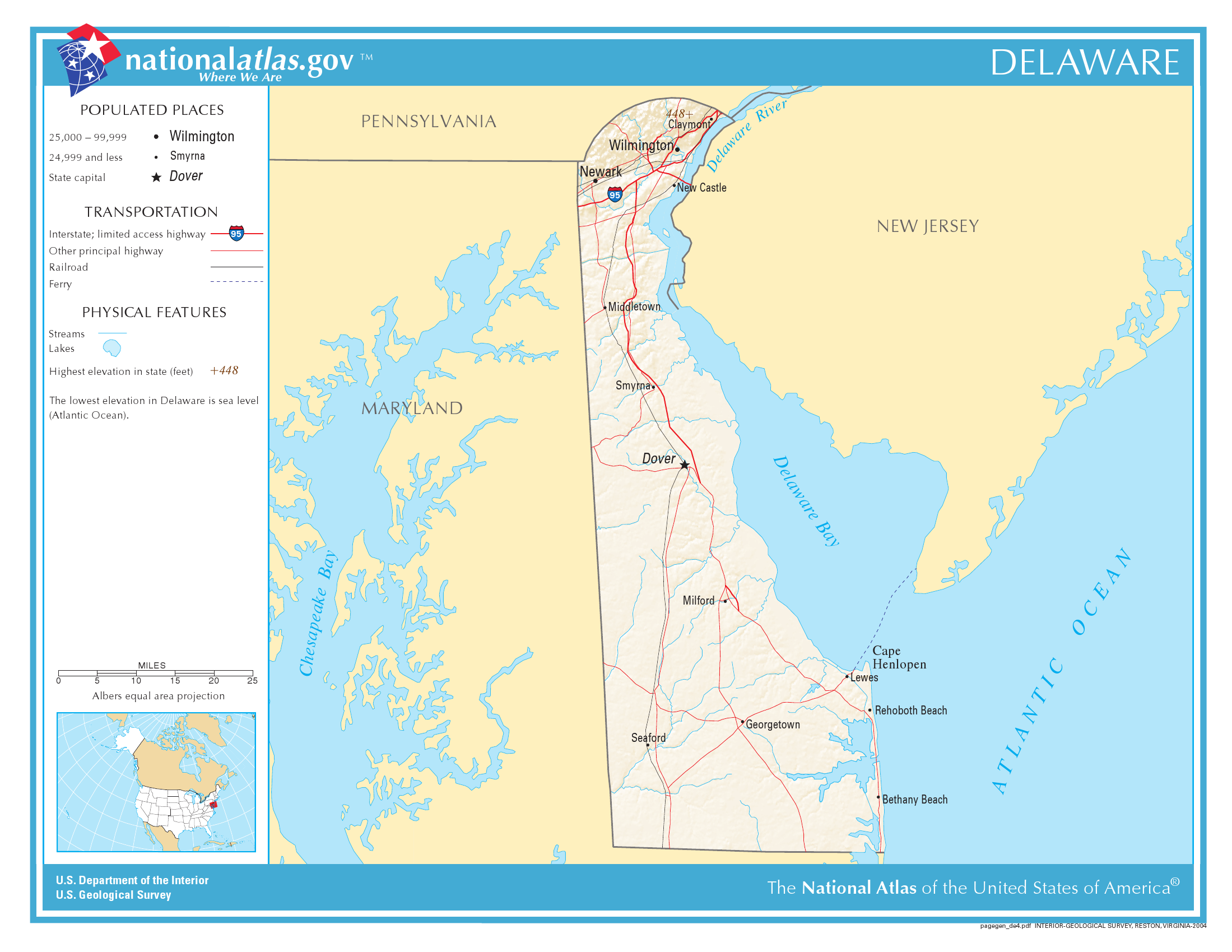
Mapa stanu Delaware

Diagram dwunastomilowego łuku, linii Mason-Dixon i „klinu”. Niebieskie i białe obszary znajdują się w całości w stanie Delaware, oprócz małego skrawka terenu na zachodnim skraju niebieskiego kola, należącego do stanu Maryland.

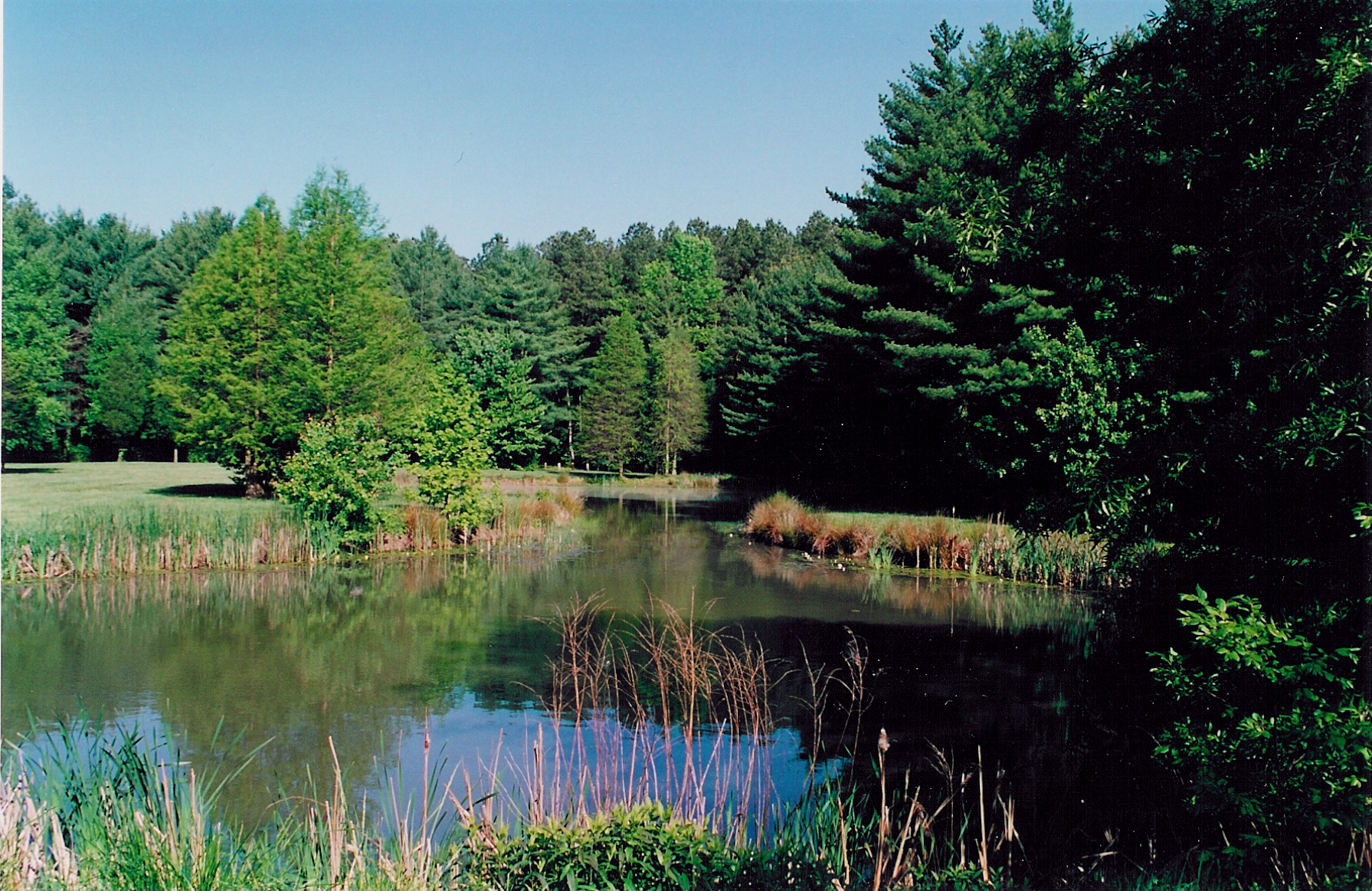
Staw Blackbird znajdujący się na terenie lasu stanowego Blackbird, w hrabstwie New Castle

Delaware jest drugim od końca pod względem wielkości stanem Stanów Zjednoczonych – jego długość wynosi 154 km, natomiast szerokość od 14 do 56 km, co daje powierzchnię 5060 km².
Granice Delaware są wyznaczone przez granicę ze stanem Pensylwania od północy, rzekę Delaware i Ocean Atlantycki od wschodu, a od zachodu i południa przez stan Maryland. Niewielkie obszary stanu są też usytuowane za wschodnią stroną estuarium rzeki Delaware, i te obszary graniczą na lądzie z New Jersey. Określenie północnej granicy stanu jest nietypowe. Większość z niego to łuk o okręgu o promieniu 12 mil (19,3 km) i środku w kopule budynku sądu w New Castle i jest znany jako Twelve Mile Circle. Jest to jedyna zaokrąglona granica międzystanowa w Stanach Zjednoczonych.
Granica ta rozciąga się od brzegu stanu New Jersey, po czym biegnie łukiem o długości 19 km wzdłuż rzeki Delaware. W pobliżu doliny, w sąsiedztwie stanu Maryland, granica zmierza na zachód. Około kilometr dalej granica ta kieruje się na południe. W pobliżu drogi międzystanowej U.S. Route 50 granica kieruje się na wschód, do wybrzeża Oceanu Atlantyckiego w mieście Ocean City. Klin o powierzchni 3 km², leżący w północno-zachodniej części stanu Delaware, przy zbiegu granic stanów Maryland i Pensylwania, na skutek problemów wiążących się z osiemnastowiecznymi technikami pomiarowymi stał się przedmiotem ciągnącego się przez wiele lat sporu pomiędzy otaczającymi go stanami, rozstrzygniętego na korzyść Delaware dopiero w 1921 roku.
Stan Delaware, razem z hrabstwami wschodniego wybrzeża należącymi do Maryland i dwoma hrabstwami Wirginii, tworzą Półwysep Delmarva, który rozciąga się wzdłuż Oceanu Atlantyckiego.

### Topografia
Ukształtowanie powierzchni stanu Delaware ma charakter równinny. Stan ten posiada najniższą średnią wysokość ze wszystkich stanów USA. Jego najwyższym wzniesieniem jest Ebright Azimuth, znajdujący się w pobliżu szkoły Concord High School – jego wysokość wynosi 137 m n.p.m. W północnym krańcu Delaware znajduje się płaskowyż Piedmont, charakteryzujący się pofałdowanym terenem oraz licznymi wzgórzami. Resztę obszaru Delaware zajmuje Nizina Atlantycka charakteryzująca się płaskim, piaszczystym i, w niektórych miejscach, bagnistym terenem. Granica między Piedmontem a Niziną Atlantycką biegnie wzdłuż drogi stanowej Delaware Route 2 biegnącej między miastami Newark i Wilmington. Wzdłuż zachodniej granicy Delaware biegnie grzbiet o wysokości od 23 do 24 metrów, który oddziela dorzecza rzeki Delaware od wschodu i zatoki Chesapeake.

### Klimat
Delaware znajduje się w strefie przejściowej między wilgotnym klimatem subtropikalnym i klimatem kontynentalnym. Pomimo niewielkich rozmiarów (ok. 160 km długości z północy na południe) istnieją znaczne różnice w średniej temperaturze oraz opadach śniegu między hrabstwami Sussex i New Castle. W południowej części stanu panuje łagodniejszy klimat i dłuższy okres wegetacyjny niż w jego północnej części. Najwyższa temperatura powietrza w Delaware, zanotowana 21 lipca 1930 r. w Millsboro, wynosiła 43 °C. Najniższa temperatura, zanotowana 17 stycznia 1893 r. również w Millsboro, wynosiła –27 °C.

### Środowisko
Przyroda stanu Delaware jest dosyć zróżnicowana. Hrabstwo New Castle jest porośnięte przez lasy nadbrzeżne północno-wschodnich Stanów Zjednoczonych (składające się głównie z lasów mieszanych) oraz mieszane lasy dębowe, typowe dla tej części Stanów Zjednoczonych. Hrabstwa Sussex i Kent są porośnięte przez środkowoatlantyckie lasy nadbrzeżne, składające się z lasów iglastych. Park stanowy Trap Pond jest jednym z najbardziej wysuniętych na północ miejsc w USA, gdzie rosną cypryśniki błotne.

### Zarządzanie środowiskiem
Stan Delaware zapewnia subwencję w celu odtworzenia środowiska skażonego przez odpady.

### Miejscowości
Na terenie stanu Delaware znajduje się 57 miast (city lub town) i wsi (village), w tym 6 o liczbie ludności przekraczającej 10 000 mieszkańców, a 33 powyżej 1000 mieszkańców (2022 r.). Lista:

- Wilmington (71 569)
- Dover (38 594)
- Newark (30 453)
- Middletown (24 698)
- Smyrna (13 294)
- Milford (12 981)
- Seaford (8516)
- Georgetown (7662)
- Millsboro (7426)
- Elsmere (6160)
- New Castle (5533)
- Clayton (4227)
- Camden (4211)
- Laurel (4161)
- Harrington (3821)
- Milton (3575)
- Lewes (3533)
- Selbyville (3093)
- Ocean View (2848)
- Townsend (2809)
- Bridgeville (2752)
- Delmar (2178)
- Cheswold (2016)
- Millville (1989)
- Delaware City (1894)
- Wyoming (1876)
- Felton (1347)
- Blades (1258)
- Bellefonte (1227)
- Rehoboth Beach (1187)
- Frederica (1100)
- Greenwood (1059)
- Bethany Beach (1030)
- Dagsboro (934)
- Newport (895)
- Frankford (851)
- Ellendale (527)
- South Bethany (490)
- Arden (430)
- Houston (395)
- Dewey Beach (384)
- Fenwick Island (369)
- Odessa (362)
- Magnolia (283)
- Bowers (282)
- Ardentown (255)
- Bethel (253)
- Slaughter Beach (234)
- Ardencroft (229)
- Kenton (220)
- Little Creek (199)
- Woodside (194)
- Leipsic (184)
- Henlopen Acres (148)
- Viola (144)
- Farmington (97)
- Hartly (76)

## Demografia
Spis ludności z roku 2010 stwierdza, że stan Delaware liczy 897 934 mieszkańców, co oznacza wzrost o 114 338 (14,6%) w porównaniu z poprzednim spisem z roku 2000. Dzieci poniżej piątego roku życia stanowią 5,7% populacji, 21,3% mieszkańców nie ukończyło jeszcze osiemnastego roku życia, a 18,1% to osoby mające 65 i więcej lat. 51,6% ludności stanu stanowią kobiety.

### Rasy i pochodzenie
Według spisu z 2010 roku, 69,7% mieszkańców stanowiła ludność biała (62,3% nie licząc Latynosów), 22,8% to Afroamerykanie, 4,1% to Azjaci, 2,6% miało rasę mieszaną, 0,6% to rdzenna ludność Ameryki, 0,1% to Hawajczycy i mieszkańcy innych wysp Pacyfiku. Latynosi stanowią 9,3% ludności stanu.
Największe grupy stanowią osoby pochodzenia irlandzkiego (18,8%), niemieckiego (16,5%), angielskiego (12,7%), włoskiego (10,2%) i polskiego (5,2%). Istnieją także duże grupy (ponad 10 tys.): Meksykanów, Szkotów, Portorykańczyków, Francuzów, Hindusów, Holendrów, Walijczyków i Afrykańczyków.

### Język
Najpowszechniej używanymi językami są:
- język angielski – 87,81%,
- język hiszpański – 6,56%,
- język chiński – 0,54%,
- język francuski – 0,42%.

### Religia
Dane z 2014 r.:
- protestanci – 46%:
  - metodyści – 14%,
  - baptyści – 12%,
  - pozostali – 20% (głównie: kalwini, bezdenominacyjni, zielonoświątkowcy, anglikanie, luteranie i uświęceniowcy),
- brak religii – 23% (w tym: 3% agnostycy i 2% ateiści),
- katolicy – 22%,
- żydzi – 3%,
- inne religie – 6% (w tym: hinduiści, muzułmanie, mormoni, świadkowie Jehowy, prawosławni, unitarianie uniwersaliści, buddyści i bahaiści[17]).

## Podział administracyjny
Stan podzielony jest na trzy hrabstwa.
| Nazwa           | Rok założenia | Stolica    | Liczba ludności | Powierzchnia (km²) | Pochodzenie nazwy        |
| --------------- | ------------- | ---------- | --------------- | ------------------ | ------------------------ |
| Kent            | 1680          | Dover      | 126 697         | 1103               | hrabstwo Kent (Anglia)   |
| New Castle      | 1664          | Wilmington | 500 265         | 1528               | miasto New Castle        |
| Hrabstwo Sussex | 1680          | Georgetown | 156 638         | 2429               | hrabstwo Sussex (Anglia) |
| Łącznie         | Łącznie       | Łącznie    | 783 600         | 5061               |                          |

## Uczelnie
- University of Delaware (Newark, oddziały w: Dover, Wilmington, Lewes, Georgetown)
- Delaware State University (Dover, oddziały w: Wilmington, Georgetown)
- Wesley College (Dover)
- Drexel University (oddział w Wilmington)
- Widener University (szkoła prawa, zlokalizowana w Wilmington)
- Goldey-Beacom College (Pike Creek Valley, przedmieście Wilmington)
- Wilmington College (New Castle, oddziały w: Dover, Georgetown, Rehoboth Beach)
- Delaware Technical and Community College

## Inne informacje
- Klimat: umiarkowany ciepły, na pograniczu z podzwrotnikowym morskim; opady roczne ok. 1140 mm, średnia dobowa temperatura powietrza (na północy stanu) od 30 st.C w lipcu do -5 st.C w zimie.
- Główne rzeki: Delaware, Brandywine Creek, Christina
- Liczba parków stanowych: 13
- Dewiza: Liberty and Independence („Wolność i niepodległość”)
- Symbole: kurak błękitny, ostrokrzew amerykański, kwiat brzoskwini
- Przemysł i bogactwa naturalne:
  - chemiczny (barwniki, nylon, wyroby petrochemiczne)
  - rolnictwo: hodowla drobiu, uprawa soi, kukurydzy, fasoli i szparagów
  - turystyka (liczne zabytki)
  - kanał Chesapeake & Delaware Canal – główna arteria komunikacyjna, dostępna nawet dla statków oceanicznych